# Bosón el Viejo
Bosón el Viejo o “el Antiguo” (? - antes de 855) fue un noble franco, el ancestro conocido de la familia de los Bosónidas. Se sospecha que dicha familia era originaria de la Septimania. Bosón habría sido conde en Italia.
Se desconoce el nombre de su esposa. Posiblemente tuvo tres hijos y dos hijas:
- Bosón (820/25 - 874/78), conde en Italia
- Hucbert o Hubert, duque de la Borgoña Transjurana y abad laico de Saint Maurice en el Valais
- Bivín de Viena, abad laico de Gorze, supuestamente padre de Bosón de Provenza
- Teutberga (murió antes de 875), esposa de Lotario II de Lotaringia
- Una hija (dudosa) mencionada inderectamente en los Annales Bertiniani